# 43-й окремий полк зв'язку і управління (Україна)
43-й окремий полк зв'язку і управління (43 ОПЗУ, в/ч А2171) — формування військ зв'язку в складі повітряних сил України.

## Історія
Створений у жовтні 1942 року в містечку Чемитокваджа в 30 кілометрах від Сочі. 15 вересня 1944 року Указом Президії Верховної Ради СРСР 5 окремий полк зв’язку — нагороджений орденом Богдана Хмельницького 2 ступеню та отримав почесне найменування «Фокшанський» (за відмінну організацію забезпечення стійким бойовим зв’язком штабу 5 Повітряної Армії в період «Яссо-Кишинівської операції» та за участь в оволодінні містами Римнікул — Серат та Фокшани на території Румунії, під час другої світової війни).
У лютому 1992 року особовий склад полку прийняв Присягу на вірність Українському народу.
З 2007 по 2014 роки окремий полк зв’язку за успіхи в бойовій підготовці неодноразово визначався кращою військовою частиною Одеського гарнізону.
В 2014 році в умовах існуючої загрози територіальної цілісності держави, в ході проведення антитерористичної операції на сході країни, особовий склад полку виконував завдання за призначенням у визначеному районі.
У 2017 році особовий склад польового вузла зв’язку виконував завдання по забезпеченню сумісного командного пункту авіації та протиповітряної оборони штабу антитерористичної операції на території Донецької та Луганської областей.
За підсумками 2017 навчального року перший інформаційно-телекомунікаційний вузол зв’язку за високі показники в бойовий підготовці та високий професіоналізм визнано кращим підрозділом зв’язку Повітряного командування «Південь».
Командир - полковник Валентин Шевчук (з серпня 2023).

## Структура
- управління (в тому числі штаб)
- 1-й інформаційно-телекомунікаційний вузол (батальйон зв'язку): 
  - центр телекомунікацій
  - центр автоматизованих систем управління
  - передавальний радіоцентр
  - приймальний радіоцентр
  - центр засекреченого зв'язку
- зенітно-артилерійський взвод
- медичний пункт
- клуб[2].

## Втрати
1. Бойко Юрій Вікторович («Смурф»), 04.05.1971 р.н. Старший солдат, прожекторист відділення світлотехнічного забезпечення. Помер 2 жовтня 2023 року у військовій частині від серцевої недостатності[3].